# Лангкамп, Себастьян
Себастьян Лангкамп (нем. Sebastian Langkamp; 15 января 1988, Шпайер, Рейнланд-Пфальц, ФРГ) — немецкий футболист, защитник.

## Карьера
С 2005 года играл за молодёжную команду «Баварии», некоторое время был её капитаном.
В 2007 году перешёл в «Гамбург», в котором хотя и попадал на протяжении половины сезона в заявки на матчи основной команды, но на поле ему удалось выйти только в составе «дубля», выступавшего в Региональной лиге.
В январе 2008-го подписал контракт с «Карлсруэ», за который поначалу также выступал в Региональной лиге за вторую команду. Первый выход Лангкампа в основном составе команды в рамках первой Бундеслиги состоялся 1 марта 2009 года в домашнем матче против «Штутгарта».
К началу сезона 2011/12 перешел в «Аугсбург», за который дебютировал 14 августа в выездном матче против «Кайзерслаутерна».
В сезоне 2013/14 на правах свободного агента перешёл в берлинскую «Герту». Контракт был рассчитан до 2019 года.
В конце января подписал контракт с бременским «Вердером» на срок до конца июня 2020 года.